# Grube Bertha
Die Grube Bertha ist eine ehemalige Eisen-Grube des Bensberger Erzreviers in Bergisch Gladbach. Das Gelände gehört zum Stadtteil Heidkamp. Das Mutungsgesuch stammt 27. November 1847 mit dem Namen Bertha auf Eisenstein. Die Verleihungsurkunde wurde entsprechend der Mutung am 23. November 1849 erteilt. Wegen wirtschaftlicher Schwierigkeiten der Gewerkschaft Britannia, deren Handlungsbeauftragter Eduard Knobel war, hat man von 1853 bis 1862 Fristungen beantragt, die von der Bergbehörde mit Stundungen genehmigt wurden, damit die Eigentumsverhältnisse unangetastet bleiben konnten, während der Grubenbetrieb ruhte. Zwischen Kaltenbroich und Bonnschlade lag das Grubenfeld Bertha. Wenn man vom Lerbacher Weg in die Oberheidkamper Straße einbiegt, geht ca. 50 m vor dem Ortsschild Bergisch Gladbach ein schmaler Trampelpfad nach Westen in den Wald hinein. Nach etwa 100 m ist man am Fundpunkt der Grube Bertha. Über den kleinen Bergrücken verteilt sieht man mehrere Pingen von früherem Tagebau. Vom Niveau der Talsohle des Lerbachs aus ist das verschüttete Mundloch eines Stollens zu erkennen. Über die Betriebstätigkeiten ist nichts Näheres bekannt.